# 2841 Puijo
A 2841 Puijo (ideiglenes jelöléssel 1943 DM) a Naprendszer kisbolygóövében található aszteroida. Liisi Oterma fedezte fel 1943. február 26-án.